# Elektr.-Werk Neumühle
Elektr.-Werk Neumühle ist ein aufgegangener Wohnplatz auf der Gemarkung des Lauda-Königshofener Stadtteils Königshofen im Main-Tauber-Kreis im fränkisch geprägten Nordosten Baden-Württembergs. Das Elektr.-Werk-Neumühle lag im Bereich der heutigen Stadtmühle.

## Geschichte
Der aufgegangene Wohnplatz kam als Teil der ehemals selbständigen Stadt Königshofen am 1. Januar 1975 zur Stadt Lauda-Königshofen, als sich die Stadt Lauda mit der Stadt Königshofen und der Gemeinde Unterbalbach im Rahmen der Gebietsreform in Baden-Württemberg vereinigte.